# Argiagrion leoninum
Argiagrion leoninum е вид водно конче от семейство Coenagrionidae.

## Разпространение
Видът е разпространен в Сиера Леоне.